# Erythmelus tingitiphagus
Erythmelus tingitiphagus é um inseto da ordem Hymenoptera, família Mymaridae. Esta espécie parasita ovos do percevejo-de-renda (Leptopharsa heveae), podendo ser utilizada no controle biológico de pragas.

## Descrição
Erythmelus tingitiphagus é uma pequena vespa dimensões extremamente pequenas. O macho mede aproximadamente quatro décimos de milímetro (0,44 mm) e a fêmea (0,51 mm). A fêmea possui antenas do tipo genículo-clavada, com nove segmentos. O escapo, o pedicelo e os cinco segmentos seguintes são amarelados, terminando por um segmento maior e por uma clava, ligeiramente fuliginosos. Os olhos compostos são vermelhos e há presença de três ocelos.
O pronoto e o tórax são amarelo-pardacentos. O escutelo é conspícuo, grande, aparentemente ligado ao mesonoto e de coloração pardacenta. O fêmur, a tíbia e o tarso com quatro segmentos são amarelados. O abdômen apresenta oito segmentos, com coloração amarelada na parte anterior e pardacenta na posterior, abrangendo os últimos segmentos, isto é, aproximadamente a metade do abdômen.
As asas anteriores são translúcidas e bem franjadas, com cerdas longas na base anal. As nervuras marginal e estigmática são visíveis, esta espiniforme, com quatro cerdas três grandes e uma menor no ápice. Os sensílios também visíveis. As asas do segundo par são estreitas, pecioladas, diáfanas e menos franjadas, muito distintas do primeiro, pela sua constituição extremamente afilada.
O ovipositor apresenta estiletes escuros, visíveis e destacados do abdômen.